# فالدي
فالدي (بالألمانية: Wäldi) هي بلدية سويسرية تتبع لمقاطعة كروزلينغن في كانتون تورغاو. تبلغ مساحتها 12.23 كيلومتر مربع، ويقدر عدد سكانها بـ 1036 نسمة (حسب تعداد ديسمبر 2015).

## أعلام
- يوجين هارتونغ